# Nabil Fahmi
Nabil Fahmi (ur. 5 stycznia 1951 w Nowym Jorku) – egipski dyplomata i polityk, minister spraw zagranicznych od 2013 do 2014.

## Życiorys
Jego ojciec Ismail Fahmi był ministrem spraw zagranicznych Egiptu w latach 1973-1977.
Absolwent Uniwersytetu Amerykańskiego w Kairze na kierunkach matematyka i fizyka (1974) oraz zarządzanie (1976).
W egipskiej służbie cywilnej pozostaje od 1974. Był członkiem misji egipskiej przy Organizacji Narodów Zjednoczonych. W latach 1993–1997 pracował w egipskim ministerstwie spraw zagranicznych jako doradca polityczny. Następnie przez dwa lata był ambasadorem Egiptu w Japonii, zaś od 1999 do 2008 - w Stanach Zjednoczonych.
Zaangażowany w inicjatywy pokojowe i rozbrojeniowe na Bliskim Wschodzie. W 1986 był wiceprzewodniczącym Komitetu ds. Rozbrojenia i Spraw Bezpieczeństwa Międzynarodowego na 44. sesji Zgromadzenia Ogólnego ONZ. Od 1999 do 2003 był jednym z doradców sekretarza generalnego ONZ ds. rozbrojenia.
Był pierwszym dziekanem Szkoły Spraw Publicznych, jednostki funkcjonującej w ramach Uniwersytetu Amerykańskiego w Kairze. Autor publikacji poświęconych zagadnieniom rozbrojenia, bezpieczeństwa regionalnego oraz bieżącej polityki na Bliskim Wschodzie.
15 lipca 2013 wszedł do rządu Hazima al-Biblawiego jako minister spraw zagranicznych. Ustąpił ze stanowiska w czerwcu 2014 podczas rekonstrukcji rządu nakazanego przez prezydenta Egiptu Abd al-Fattaha as-Sisiego. Jego miejsce w rządzie zajął Samih Szukri.

## Życie prywatne
Oprócz ojczystego arabskiego włada językami angielskim i francuskim. Żonaty, ma dwie córki i syna.